# Національний музей етруського мистецтва
Вілла Джулія (італ. Villa Giulia) — колишня заміська літня резиденція римських пап (лат. Villa Suburbana), нині — Національний музей етруського мистецтва (італ. Museo Nazionale Etrusco di Villa Giulia).

## Історія

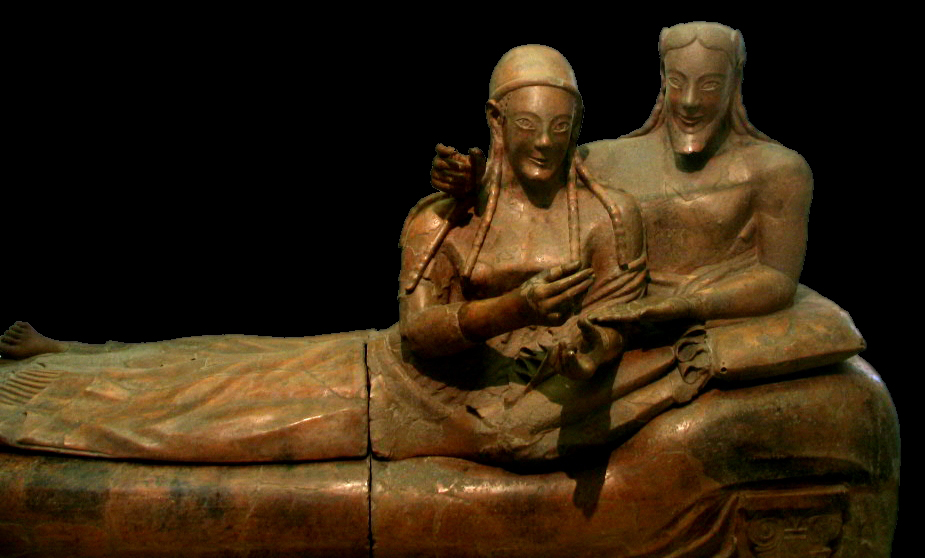
Саркофаг подружжя

Вілла побудована в 1550-1555 Бартоломео Амманаті в стилі маньєризму для папи Юлія III (звідси її назва). Нині являє собою лише малу частину колишньої резиденції, яку раніше утворював комплекс з 3 будівель.
У кінці XVIII століття починається систематичне дослідження етруських знахідок. Музей заснований в 1889 з метою зберігання римських античних знахідок з Лаціо, південної Етрурії й Умбрії, що відносяться до етруського мистецтва. Пізніше колекція музею поповнилася деякими приватними збірками: Барберіні (1908), Кастеллані (1919), Пескіотті (1972).
На першому поверсі виставляються предмети з етруських некрополів — урни, статуетки, саркофаги. У залах 1-10 і 23-34 представлені реконструкції моделей етрусків, таких як Вульчі, Тоді, Вейї та Черветері, експонати з приватних колекцій знаходяться в залах 11-22.
У залі 7 представлена скульптура з Вейї — теракотова статуя Аполлона, в залі 9 знаходиться теракотовий саркофаг подружжя з некрополя Бандітачча в Черветері, VI ст. до н. е. Він являє собою ложе на фігурних ніжках, на якому лежить подружжя. На другому поверсі представлені вироби з бронзи, велика колекція ваз, прикраси.